# Direction générale des opérations psychologiques
 (novembre 2023).
La mise en forme du texte ne suit pas les recommandations de Wikipédia : il faut le « wikifier ».
Les points d'amélioration suivants sont les cas les plus fréquents :
- Les titres sont pré-formatés par le logiciel. Ils ne sont ni en capitales, ni en gras.
- Le texte ne doit pas être écrit en capitales (les noms de famille non plus), ni en gras, ni en italique, ni en « petit »…
- Le gras n'est utilisé que pour surligner le titre de l'article dans l'introduction, une seule fois.
- L'italique est rarement utilisé : mots en langue étrangère, titres d'œuvres, noms de bateaux, etc.
- Les citations ne sont pas en italique mais en corps de texte normal. Elles sont entourées par des guillemets français : « et ».
- Les listes à puces sont à éviter, des paragraphes rédigés étant largement préférés. Les tableaux sont à réserver à la présentation de données structurées (résultats, etc.).
- Les appels de note de bas de page (petits chiffres en exposant, introduits par l'outil «  Source ») sont à placer entre la fin de phrase et le point final[comme ça].
- Les liens internes (vers d'autres articles de Wikipédia) sont à choisir avec parcimonie. Créez des liens vers des articles approfondissant le sujet. Les termes génériques sans rapport avec le sujet sont à éviter, ainsi que les répétitions de liens vers un même terme.
- Les liens externes sont à placer uniquement dans une section « Liens externes », à la fin de l'article. Ces liens sont à choisir avec parcimonie suivant les règles définies. Si un lien sert de source à l'article, son insertion dans le texte est à faire par les notes de bas de page.
- La présentation des références doit suivre les conventions bibliographiques. Il est recommandé d'utiliser les modèles {{Ouvrage}}, {{Chapitre}}, {{Article}}, {{Lien web}} et/ou {{Bibliographie}}. Le mode d'édition visuel peut mettre en forme automatiquement les références.
- Insérer une infobox (cadre d'informations à droite) n'est pas obligatoire pour parachever la mise en page.

Pour une aide détaillée, merci de consulter Aide:Wikification.
Si vous pensez que ces points ont été résolus, vous pouvez retirer ce bandeau et améliorer la mise en forme d'un autre article.
La Direction générale des opérations psychologiques (en anglais, Morale Operations Branch, connue sous son abréviation MO) est une division de l'OSS (Office of Strategic Services), services secrets fédéraux des États-Unis créés au cours de la Seconde Guerre mondiale.
La division est spécialisée dans la guerre psychologique, en particulier dans la propagande sur les territoires ennemis et la contre-propagande sur le sol américain, en soutien aux objectifs politiques et militaires des forces alliées.

## Origine
Le colonel William Donovan, directeur de l'OSS, crée la Direction générale des opérations psychologiques le 3 mars 1943. Donovan reconnaissait l'efficacité de la propagande nazie et voulait doter les États-unis du moyen de lancer des opérations similaires. Donovan est convaincu que la guerre doit être menée en prenant en compte l'effet psychologique sur les populations et sur les forces armées, et affirme que les considérations psychologiques sont aussi importantes dans l'élaboration d'une stratégie de guerre que les autres facteurs à prendre en compte dans la planification d'une campagne militaire.
Dans un discours, le colonel Donovan relève l'importance particulière de l'effet psychologique de l'action et de la communication pendant la guerre :
« L'élément de surprise dans les opérations militaires, qui transforme la guerre psychologique en élément tactique sur le terrain, est obtenu par l'artifice et la ruse, par le secret et la rapidité des informations, par la mystification et la tromperie de l'ennemi. Quand vous frappez le moral d'un peuple ou d'une armée, vous frappez un facteur décisif, car c'est la force de la volonté (ennemie) qui détermine la durée de la guerre, la mesure de la résistance, et le jour de l'effondrement final. »
Dans son discours, le colonel Donovan cite Mein Kampf d'Adolf Hitler, pour montrer combien l'Allemagne nazie a porté d'attention aux aspects psychologiques de la guerre dans la préparation d'hostilités, à la fin des années 1930 :
« La place du barrage d'artillerie, en tant que préparation pour une attaque d'infanterie, sera occupée dans l'avenir par une propagande révolutionnaire. Sa mission est de briser l'ennemi physiquement avant même que les armées se mettent ordre de marche. »
Pour organiser la Direction générale des opérations psychologiques, le colonel Donovan prend pour modèle la Direction britannique de la guerre politique (PWE, Political Warfare Executive), service chargé de la guerre subversive créé par Winston Churchill.
Une divergence oppose néanmoins les services américains et britanniques au sujet de ce qu'on appelle alors la « propagande de la terreur » (« Terror Propaganda »). Le colonel Donovan avait vu comment Hitler enchaînait des menaces de violence absolue et des ultimatums à se rendre, et pensait qu'on pouvait employer cette tactique pour des ripostes ciblées. Il pensait comme Churchill que la « capitulation sans condition » était la seule option de l'Allemagne nazie après la victoire alliée. Dans un document décrivant l'objectif de l'OSS au président Roosevelt, Donovan écrit :
« L'espionnage n'est pas une belle chose, et les méthodes employées ne brillent pas par leur exemple. Les bombes ou les gaz mortels non plus. Mais notre pays est une belle chose et notre indépendance est incommensurable. Nous faisons face à un ennemi qui croit que l'une de ses meilleures armes, c'est le fait que personne ne va employer la terreur, sauf lui. Mais nous allons retourner la terreur contre lui – ou nous cesserons d'exister. »[réf. à confirmer]

## Organisation
La Direction générale des opérations psychologiques est composée de cinq sections :
- celle des Communications spéciales, chargée de “lutter contre les opérations de propagande en coordination avec l'armée américaine en Europe”
- celle de la Radio, qui “réalise tous les programmes faux ou clandestins de radio”
- celle des Contacts spéciaux, chargée de “distribuer la propagande aux groupes de résistants”
- celle des Publications et des campagnes, qui “produit des tracts, des brochures, et des campagnes de rumeurs”
- celle pour l'étranger, qui "mène diverses activités de guerre psychologique à l'étranger".

La Direction générale des opérations psychologiques dispose de plusieurs avant-postes dans le monde, généralement proches du champ de bataille, ou intégrés dans les unités de renseignement de l'Armée. En 1945, elle dispose d'une station en Algérie, en Égypte, en France, en Grande-Bretagne, de deux en Suède, et de six en Italie. La plus grosse de ces stations est celle de Londres.

## Relation avec d'autres agences d'information militaire

### Relations avec les services britanniques du PWE
Au début de son existence, la Direction générale des opérations psychologiques de l'OSS est grandement tributaire des informations de son homologue britannique, le PWE (Political Warfare Executive). Ces échanges se poursuivent pendant toute la durée de la guerre, et varient en intensité suivant les relations particulières tissées par les agents impliqués. Nombre de campagnes américaines s'inspirent des campagnes britanniques, en particulier celle visant la diffusion de rumeurs par la presse populaire des pays occupés ou des pays neutres.

### Relations avec le Bureau de l'information militaire, l'OWI
Le Bureau de l'information militaire (OWI, Office of War Information) est une agence résultant de la fusion de nombreux services de collecte et de diffusion de l'information gérés par le gouvernement américain pendant la guerre. La proximité de ses missions avec celles de l'OSS pose problème. En juin 1942, l'OWI obtient les missions de diffusion radiophonique assurées jusque-là par le Bureau de coordination de l'information (OCI, Office of the Coordinator of Information), précurseur de l'OSS, tandis que la Direction générale des opérations psychologiques de l'OSS obtient les missions de diffusion clandestine et de renseignement; du côté de l'OWI, la propagande blanche, du côté de l'OSS, la propagande noire… ainsi que Robert E. Sherwood l'explique (Sherwood est conseiller dans les deux organisations, et contribue grandement aux plans de Donovan pour coordonner les efforts de la guerre psychologique contre les puissances de l'Axe).
De même, Archibald MacLeish, ancien directeur du Bureau des faits et chiffres (OFF, Office of Facts and Figures, précurseur de l'OWI), une autre sommité des médias américains, conseille à la fois la Direction générale des opérations psychologiques de l'OSS et l'OWI. Il est conseiller principal de l'OSS pour sa Direction de recherche et d'analyse, en particulier sur les questions relatives à la guerre psychologique.
La Direction générale des opérations psychologiques de l'OSS et l'OWI coordonnent leurs activités dès l'origine au point que l'OWI autorise parfois que du contenu subversif soit “injecté” dans ses canaux de diffusion ouverts pour renforcer l'effet d'activités clandestines de l'OSS à l'étranger.

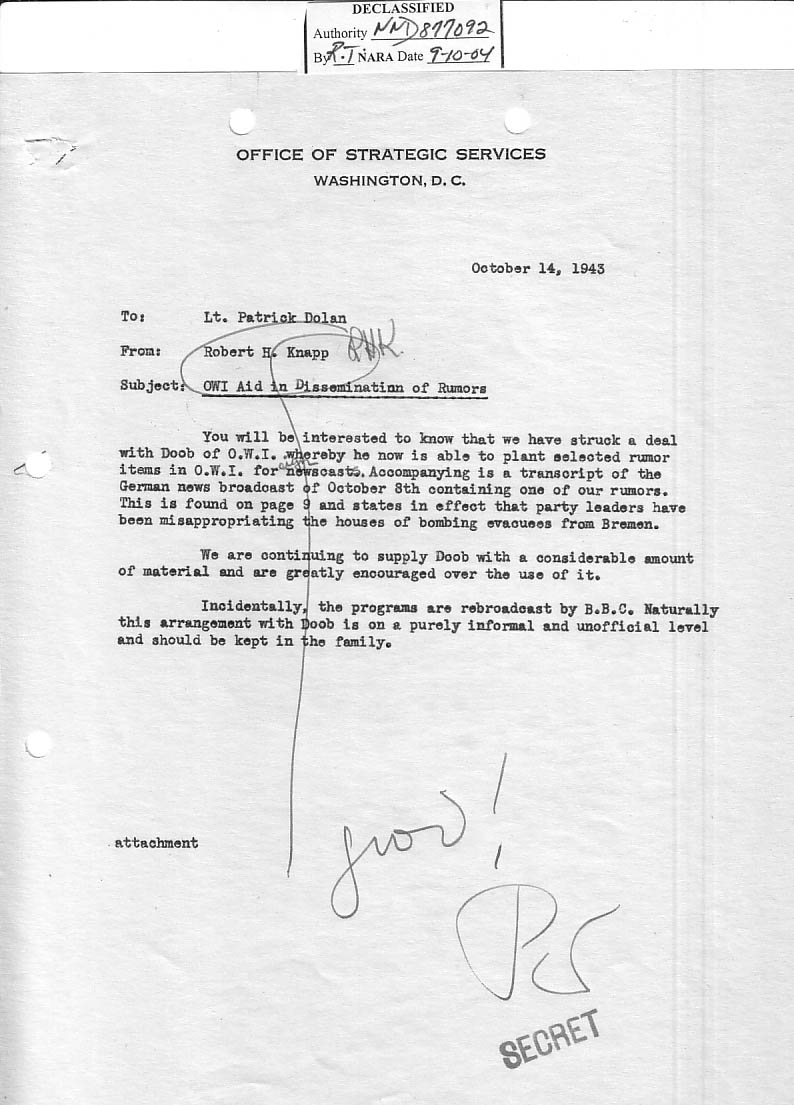
Memorandum sur les missions respectives de l'OWI (Office of War Information) et de l'OSS en matière de propagande, 14 octobre 1943

### Relations avec le Commandement en chef des forces expéditionnaires alliées
La Direction générale des opérations psychologiques de l'OSS entretient des rapports étroits avec la Division de guerre psychologique du Commandement en chef des forces expéditionnaires alliées (Supreme Headquarters Allied Expeditionary Force / Psychological Warfare Division, SHAEF/PWD). Les personnels tactiques sont utilisés dans les commandos de combat, dans les commandos d'occupation et les commandos de base.

## Exemples de campagne de propagande

### Campagne de tracts

#### Opération “Cinq minutes”
La campagne des tracts "Cinq minutes” (Fünf Minuten en allemand) vise à faire sentir aux Allemands, civils comme militaires, l'inutilité de la lutte contre la suprématie industrielle et économique des alliés. Par exemple, un tract diffusé au-dessus des lignes ennemies montre le nombre d'avions produits toutes les cinq minutes aux États-unis; cela devait conduire les Allemands à la conclusion que le nombre d'avions abattus par la Luftwaffe n'avait pas d'importance puisqu'il y en avait des dizaines d'autres en fabrication. L'objectif de ce tract est double, à la fois démoraliser l'armée allemande en la confrontant à des faits qui ne peuvent être surmontés, et à la fois induire un sentiment d'infériorité chez les ouvriers allemands.

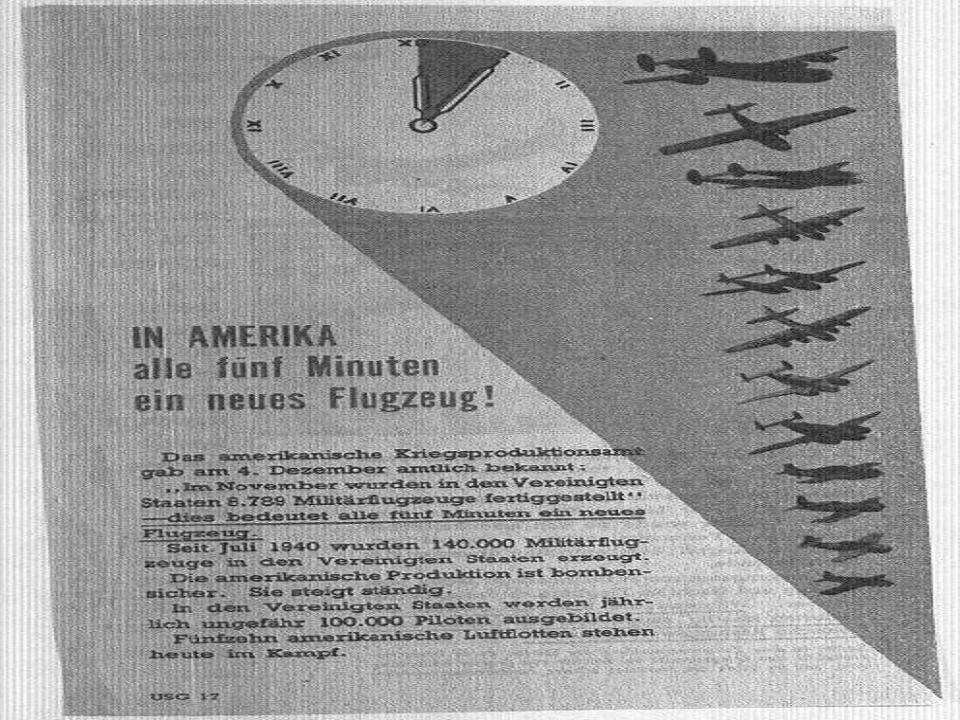
Un tract "Cinq minutes": « In Amerika alle fünf Minuten ein neues Flugzeug » (« En Amérique un nouvel avion toutes les cinq minutes »)

#### Opération “Combien de temps encore?”
La campagne “Combien de temps encore ?” est la première grande campagne de propagande noire à base de tracts. Seize tracts ont été produits. Chacun d'eux présente un dessin évocateur d'une situation grave, assorti d'un texte demandant aux citoyens allemands combien de temps ils toléreraient le drame. Ces tracts sont distribués dans toute l'Italie, le Sud de la France, et dans les Balkans.”

#### Opération “Scorpion d'ouest”
L'opération “Scorpion d'ouest” est une autre campagne de diffusion de tracts. Après la défaite allemande en Normandie, la propagande nazie située en France diffuse au-dessus des lignes allemandes des tracts optimistes pour stimuler le moral des troupes.
La Direction générale des opérations psychologiques de l'OSS se procure des copies de ces tracts et en tire aussitôt des copies légèrement modifiées. Les Nazis les confondent avec les originaux et les distribuent en même temps. L'un de ces tracts modifiés dit que le Haut commandement allemand ne pense plus pouvoir tenir les positions et "encourage les soldats à déserter avant de mourir dans un dernier baroud du National socialisme.” Un autre tract appelle tout soldat à abattre son officier qui tenterait de se rendre ou de faire retraite. Un dernier tract ordonne aux soldats d'évacuer les populations civiles par la force (la Direction générale des opérations psychologiques espérait que cela créerait des embouteillages et que cela désorganiserait la chaîne d'approvisionnement).
En fin de compte, les Nazis dénoncent tous les tracts de la campagne “Scorpion d'ouest”, ainsi que les tracts de la propagande allemande elle-même, et ordonnent aux troupes d'ignorer les messages.

### Campagne par lettre anonyme

#### Opération “Hemlock”
L'opération “Hemlock” est une campagne de lettres anonymes envoyées à des officiers de la Gestapo où des soldats ou des officiers allemands sont dénoncés pour comportement pro-Alliés. L'une de ces lettres révèle ainsi que la Gestapo a tué le Général-major Franz Krech parce qu'il a voulu faire défection et rejoindre les Alliés (en réalité, Krech est tombé dans une embuscade des résistants grecs et a été tué.)

#### Envoi d'avis de décès
Des lettres nécrologiques sont envoyées aux familles de soldats allemands. La lettre indique que le soldat a dû être euthanasié par un médecin allemand. D'autres modèles de lettre affirment que les officiers nazis ont volé les objets de valeur du mort.

#### Opération “Lichtenau”
Dans l'opération “Lichtenau”, une lettre est envoyée au maire de la ville de Lichtenau, sous la forme d'une carte de vœux. À première vue, elle semble propre à nourrir l'optimisme des soldats nazis, mais des détails laissent entendre que l'Allemagne affronte de graves difficultés : les civils sont enrôlés arbitrairement dans l'armée, des adolescents deviennent pilotes après quelques semaines de formation seulement, des soldats de retour sacrifient leur santé pour soutenir la cause nazie.

### Campagne par la presse

#### Opération “Das Neue Deutschland”
La Direction générale des opérations psychologiques de l'OSS crée un journal, Das Neue Deutschland (La Nouvelle Allemagne) comme l'émanation d'un parti pacifiste allemand. On y appelle à se révolter contre les Nazis et à rétablir une démocratie libérale. L'OSS imprime des milliers de cartes de ce parti imaginaire et les envoie en masse aux soldats allemands et aux civils. Himmler lui-même s'en offusque et menace de mort les soldats qui seraient trouvés en possession de ce matériel.

#### Opération “Handel & Wandel”, projet Harvard
Le projet Harvard est une opération extérieure destinée à faire plier l'opinion publique allemande à l'aide de brochures, affiches et autres outils de propagande, entre mars 1944 et mai 1945.
L'opération est conduite par deux agents clandestins à Stockholm (la Mission Sioux, dont William Casey, alors officier de marine) sous couverture du ministère des Affaires étrangères (Department of State) et avec l'aide du Bureau de l'information militaire (Office of War Information). Plus de 250 000 brochures, tracts, autocollants et lettres sont disséminées par les agents de l'OSS à travers toute l'Europe.
Une publication de quatre pages, Handel & Wandel, comprenant des analyses économiques du monde entier, est diffusée largement (100 000 exemplaires). On y trouve l'information selon laquelle, dans l'éventualité où l'Allemagne rejetait le régime nazi, le milieu d'affaire allemand et les Alliés pourraient travailler ensemble et défendre le capitalisme contre la vague imminente du bolchevisme. Le but était de créer la division dans le camp allemand et encourager le milieu d'affaires à choisir la paix plutôt que destruction.

#### Opération “Corn Flakes”
Au cours de l'opération Corn Flakes, des prisonniers de guerre allemand, anciens postiers, sont interrogés pour connaître les habitudes de la poste allemande. L'OSS crée ensuite des répliques de sacs postaux allemands et les remplit avec des journaux contrefaits. Les sacs sont disposés près de trains visés par un raid aérien des forces alliées, dans l'espoir que les Allemands croient que les sacs sont authentiques, et qu'ils distribuent involontairement le courrier manipulé qu'il contient. Au total, le service postal allemand a livré 320 sacs contrefaits. Après guerre, des interrogatoires de prisonniers allemands révèlent que de nombreux soldats ont reçu Das Neue Deutschland grâce à cette opération.

### Campagne de rumeurs
En coordination avec les Britanniques du PWE, l'OSS a fait un usage important de rumeurs soigneusement préparées, dans le but de causer confusion et défiance et, finalement, d'inciter à la révolte ou aux tentatives d'assassinat. L'OSS et le PWE collaborent régulièrement sur des listes de rumeurs (« sibs ») destinées à être injectées dans les médias de masse par des agents infiltrés, ou à être utilisés comme thèmes accessoires de campagne de propagande.
Les rumeurs sont également conçues pour faire croire aux habitants des zones occupées que leurs dirigeants sont sous la menace de tentatives d'assassinat et, ainsi, de motiver les populations à lancer de telles tentatives eux-mêmes. Le but tactique est double : à la fois provoquer une action violente contre les leaders des forces de l'Axe et concentrer l'attention de leurs forces de renseignement sur la source de la rumeur, et en même temps fournir aux populations des zones occupées une cause ou au moins une idée qui puisse les rassembler et les faire tenir dan l'espoir d'une libération.
Une grande partie du travail sur les rumeurs est réalisé par Robert H. Knapp, un chercheur de Harvard qui étudie l'anatomie et l'efficacité des rumeurs.

### Campagne par la radio

#### La station “Soldatensender”
Soldatensender ("La station des soldats" en allemand) est une station de radio de l'OSS qui diffuse des nouvelles, de la musique et des divertissements, en même temps que des messages cachés de propagande anti-nazie. Elle devient la station la plus populaire d'Europe occidentale. Elle est utilisée pour diffuser des nouvelles sur les échecs militaires allemands, dans le but de décourager les Nazis. Après la tentative de coup d'État en 1944 contre Hitler (opération Valkyrie), Soldatensender diffuse le nom de centaines de personnes dans le but de jeter la suspicion sur le plus grand nombre possible d'Allemands. À la suite de cela, la Gestapo arrête et exécute 2 500 Allemands environ.

#### Opération “Joker”
En 1944, le général allemand Ludwig Beck meurt héroïquement après l'attentat raté contre Hitler. Le régime nazi n'ayant jamais annoncé sa mort, la campagne Joker met en scène un agent infiltré qui prétend être le Général et qui diffuse depuis Londres des messages aux soldats et à la population allemande. Ces messages accusent l'incompétence nazie pour expliquer les pertes allemandes et exhortent le peuple allemand à renverser Hitler et à demander la paix avant que les Alliés n'anéantissent le pays.

#### L'opération “Volkssender Drei”
Lors de la campagne “Volkssender Drei” (“La station du peuple 3”, en allemand), l'OSS crée sa première station de radio sur le continent européen. Sur ses ondes, un agent du nom d'Hoffman, un commandant allemand, et le fils d'un général qui a signé le traité de Brest-Litovsk, diffuse chaque soir des messages. Hoffman raconte qu'il a libéré une petite ville dans une région montagneuse d'Allemagne et il encourage d'autres officiers allemands à faire de même. Le programme prend fin en octobre 1944 lorsque les Alliés libèrent la ville fictive.

#### Opération “Anne” / Radio 1212
L'opération “Anne”, aussi connue comme “Radio 1212”, est l'une des opérations les plus réussies en matière de propagande par radio. Grâce aux renseignements exacts fournis par un militant allemand anti-nazi de Rhénanie, la Radio 1212 est très écoutée par les officiers de la Wehrmacht. Après l'avancée des Alliés en Moselle, la Radio 1212 diffuse de fausses nouvelles, des ordres d'évacuation et de mobilisation, et des rumeurs afin de créer le maximum de confusion et d'hystérie. La station crée même un groupe de résistants fictifs, et encourage les auditeurs à les rejoindre.